# Adoxosia excisa
Adoxosia excisa är en fjärilsart som beskrevs av George Francis Hampson 1900. Adoxosia excisa ingår i släktet Adoxosia och familjen björnspinnare. Inga underarter finns listade i Catalogue of Life.